# 로버트 도퀴
로버트 도퀴(Robert DoQui, 1934년 4월 20일 ~ 2008년 2월 9일)는 미국의 배우, 성우이다.
스틸워터에서 태어났으며 로스앤젤레스에서 사망하였다.

## 출연 작품
- 살인 법정 (1993년)
- 숏 컷 (1993년)
- 로보캅 3 (1993년)
- Original Intent (1990)
- 이젠 키스 안 사요 (1992년)
- 치외법권 (1991, Diplomatic Immunity)
- 로보캅 2 (1990년) - 리드 역
- 최후의 카운트다운(영어판) (1989년)
- 로보캅 (1987년) - 워렌 리드 역
- 검은 거울 (1984, Dark Mirror)
- 버팔로 빌과 인디언들 (1976년)
- 워킹 톨 2 (1975년)
- 내쉬빌 (1975년)
- 코피 (1973년)
- 포춘 쿠키 (1966년)

### 텔레비전
- 아이언사이드 (1968-69)
- 딜론 보안관 (1969)
- 제12순찰대 (1973)
- 샌프란시스코 수사반 (1974-76)
- 불타는 서부 (1978)
- 더 폴 가이 (1984)